# Рексине
Рексине (Тясинівка; Указ Президії ВР УРСР від 7.3.1946 Про збереження історичних найменувань та уточнення і впорядкування існуючих назв сільрад і населених пунктів Кіровоградської області) — колишній населений пункт в Кіровоградській області у складі Компаніївського району.

## Стислі відомості
Станом на 1864 рік — у складі Чигиринського повіту.
В 1930-х роках — у складі Лозуватської сільської ради.
В часі Голодомору 1932—1933 років від нелюдської смерті були численні жертви.
Приєднане до Красносілля. Дата зникнення станом на лютий 2023 року невідома.